# Алессандро Сфорца
Алессандро Сфорца (итал. Alessandro Sforza; 21 октября 1409, Котиньола — 3 апреля 1473) — итальянский кондотьер, синьор Пезаро, основатель пезарской ветви династии Сфорца, младший брат Франческо Сфорца, ставшего первым герцогом Миланским из династии Сфорца.

## Биография
Родился в Котиньоле, незаконнорожденный сын знаменитого кондотьера Муцио Аттендоло.
Алессандро энергично помогал своему брату Франческо Сфорца в его кампаниях, вместе с ним завоёвывал Милан, Алессандрию и Пезаро. В 1445 году в Ассизи он стоял во главе войска, осаждённого Франческо Пиччинино, кондотьером папы римского Евгения IV. Сфорца был вынужден оставить город на разграбление противнику. В том же году получил во владение Пезаро от Галеаццо Малатеста. Здесь Алессандро Сфорца расширил герцогский дворец в соответствии со стандартами эпохи Возрождения.
Сражаясь за Франческо в Ломбардии, встал во главе правительства Пармы, а в феврале 1446 года объявил себя сеньором города. По миру в Лоди 1454 года Парма осталась за Алессандро Сфорца.
В 1464 году кондотьер получил от папы Пия II Градару, сумев отразить попытки Малатесты вернуть её себе.
Умер в 1473 году от апоплексического удара, в Пезаро ему наследовал его сын Констанцо.

## Семья
8 декабря 1444 года Алессандро Сфорца женился на Констанце де Варано (1428—1447), дочери Пьетро Джентиле I да Варано и Елизаветы Малатеста. Дети:
- Баттиста (1446—1472), вышла замуж за Федериго да Монтефельтро, герцога Урбино;
- Констанцо (1447—1483), стал синьором Пезаро после смерти отца. Был женат на Камилле Марцано, племяннице Фердинанда I Неаполитанского. Его внебрачным сыном был Джованни Сфорца (1466—1510), первый муж Лукреции Борджия.

Констанца умерла во время родов второго ребенка. Через год после её смерти Алессандро женился на Свеве Монтефельтро (1434—1478), дочери Гвидантонио да Монтефельтро, графа Урбино, и Ренгарды Малатеста. В 1457 году, опасаясь того, что Свева может призвать Малатеста с целью вернуть им город, он отправил её в монастырь.
Также у Алессандро была внебрачная дочь  Джиневра (1440—1507), жена Санте Бентивольо, а после смерти последнего — Джованни II Бентивольо, де-факто синьора Болоньи.